# St. Franziskus (Hannover)

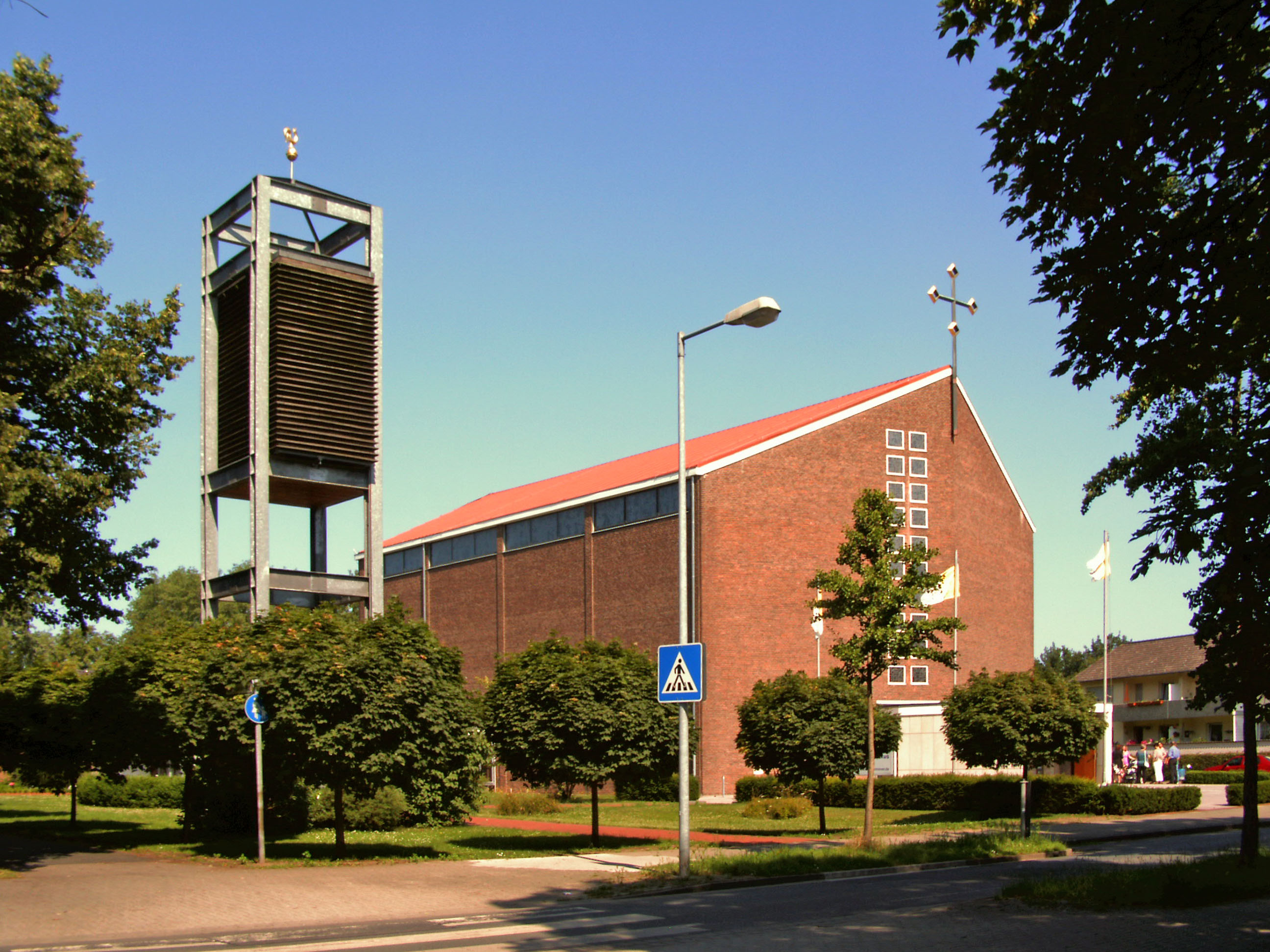
St.-Franziskus-Kirche

Die nach dem heiligen Franz von Assisi benannte katholische Kirche St. Franziskus in Vahrenheide, einem Stadtteil von Hannover (Niedersachsen), gehört zur Pfarrgemeinde Heilig Geist im Dekanat Hannover des Bistums Hildesheim. In der Dresdener Straße 29 gelegen, umfasst ihr Einzugsgebiet die hannoverschen Stadtteile Sahlkamp und Vahrenheide.

## Geschichte
1958/59 entstand in der Vahrenwalder Heide, die zuvor landwirtschaftlich und militärisch genutzt wurde, der Stadtteil Vahrenheide. Zunächst wurden die dort ansässigen Katholiken von den im Stadtteil List befindlichen Kirchengemeinden St. Joseph und St. Bruder Konrad betreut. Die erste Heilige Messe in Vahrenheide fand Weihnachten 1961 im Musikraum der Fridtjof-Nansen-Schule (Leipziger Straße 38) statt. Ab dem 1. Januar 1962 wurde aus Teilen der Pfarreien St. Joseph und St. Bruder Konrad der Seelsorgebezirk St. Franziskus gegründet, und Vahrenheide bekam mit Pastor Arnold Fricke (1926–1991) den ersten Priester. Zu diesem Zeitpunkt gehörten zum Seelsorgebezirk bereits etwa 2800 Katholiken.
Im September 1962 begann der Bau der Kirche und des Gemeindezentrums. Am 23. Mai 1963, dem Fest Christi Himmelfahrt, erfolgte die Grundsteinlegung. Ab dem 7. September 1963 wurde zunächst der neuerbaute Pfarrsaal als Notkapelle genutzt. Am 1. Januar 1964 wurde die Kirchengemeinde (Kuratiegemeinde) St. Franziskus in Vahrenheide eingerichtet, am 11. Juli des gleichen Jahres erfolgte die Konsekration der Kirche durch Bischof Heinrich Maria Janssen. Es war dies die erste Kirche des Bistums Hildesheim, die nach Franz von Assisi benannt wurde. Als zweite Patronin wurde Therese von Lisieux benannt, Reliquien von ihr befinden sich im Altar der Kirche.
Am 1. Juli 1969 wurde die inzwischen auf ca. 4800 Mitglieder angewachsene Kirchengemeinde zur Pfarrei erhoben. Von 1973 bis 1998 fanden seitens der St.-Franziskus-Gemeinde auch Gottesdienste in der evangelischen Epiphaniaskirche statt. 1997/98 wurde der Glockenturm errichtet. Ab dem 23. Juli 2004 war die Kirche wegen Einsturzgefahr der Kirchendecke geschlossen. Nach Erneuerung des Daches und der Decke sowie einer Innenrenovierung  wird die Kirche seit dem 9. Oktober 2005 wieder genutzt. 2006 wurde die Seitenkapelle durch Bischof Norbert Trelle als „Theresienkapelle“ neu geweiht, benannt nach der zweiten Namenspatronin der Kirche.
Seit dem 1. September 2010 gehört die Kirche zur Pfarrgemeinde Heilig Geist. Der Förderverein des Kirchortes St. Franziskus Hannover-Vahrenheide e.V. unterstützt den Erhalt der Kirche.

## Architektur und Ausstattung
Die Kirche wurde Anfang der 1960er Jahre als Teil des Kirchenzentrums St. Franziskus errichtet. Dabei entstand die Kirche, das Pfarrhaus und das Pfarrheim mit großem Saal, Thekenraum und Jugendräumen sowie eine Wohnung für eine zukünftige Seelsorgerin nach Plänen des Architekten und hannoverschen Oberbaurats Paul Wolters unter der Bauleitung von Manfred Hofknecht. Das Kreuz über dem Giebel der Hallenkirche von 1980 entwarf Claus Kilian, ebenso Teile der Innenausstattung, unter anderem das Buntglasfenster mit einer Darstellung des heiligen Franziskus, sowie zuvor, 1970, den Kreuzweg. Das Hängekreuz über dem Altar wurde 1982 dem  Kreuz von San Damiano nachbildet, von dem herab Christus zu Franziskus gesprochen haben soll. Zur Ausstattung der Kirche gehören ferner Statuen der heiligen Maria (Mutter Jesu), Josef von Nazaret und Antonius von Padua. Die von Josef Franke aus Obernkirchen 1995 und 1997 geschaffenen Reliefs zeigen Adolph Kolping und Therese von Lisieux. 
Die Orgel wurde 1970–72 von der Firma Gebrüder Hillebrand Orgelbau erbaut und 1975/76 und 1977/78 in zwei weiteren Bauabschnitten erweitert. An der Rückwand der Seitenkapelle befand sich das Kreuz, welches auf dem 79. Deutschen Katholikentag 1962 in Hannover als Altarkreuz diente. 
Die vier Glocken im 15 m hohen freistehenden Glockenturm sind nach Maria, Franziskus, Therese von Lisieux und Hermann-Joseph benannt. Das 24 Bronzeglocken umfassende Glockenspiel wurde im Jahre 2014 anlässlich des 50. Kirchweihjubiläums an der Kirche angebracht.
Vor der Kirche steht eine Statue des heiligen Franziskus, das Werk des Künstlers Bernd Streiter wurde am 8. Oktober 2023 durch Weihbischof Nikolaus Schwerdtfeger eingeweiht.

## Weitere katholische Einrichtungen in Vahrenheide
- Kindertagesstätte Carl-Sonnenschein-Haus (Chemnitzer Straße 3). 1965 erbaut.[5]
- Kindertagesstätte St. Edith Stein (Tegelweg 2). 1971 eingeweiht.[6]